# Monnaie de Paris
Pour les articles homonymes, voir Monnaie (homonymie).
La Monnaie de Paris est l'institution monétaire nationale de la France. Établissement public à caractère industriel et commercial depuis 2007, il exerce notamment la mission régalienne de fabrication de la monnaie nationale française. Créée le 25 juin 864 sous le règne de Charles II par l'édit de Pîtres, elle est l'une des plus vieilles entreprises du monde et la plus ancienne institution française toujours en activité.
Jusqu'en 2007, la Monnaie de Paris était le nom « commercial » de la Direction des monnaies et médailles qui faisait partie du ministère de l'Économie, des Finances et de l'Industrie. La Monnaie de Paris a acquis son autonomie et s'est vu conférer la personnalité juridique par la loi no 2006-1666 de finances pour 2007.

## L'institution: sites et missions
La Monnaie de Paris emploie 500 personnes en 2010 sur deux sites : l'hôtel de la Monnaie de Paris (55 % de l'effectif) et l'établissement monétaire de Pessac, en Gironde (45 %).
Les missions de la Monnaie de Paris sont fixées par l'article L. 121-3 du code monétaire et financier. Pour le compte de l'État, en situation de monopole, elle frappe la monnaie métallique courante.
Au niveau européen, le site de Pessac a également été désigné pour abriter, outre le Centre national d'analyse des pièces (CNAP), le Centre technique et scientifique européen (CTSE), qui analyse et classifie les pièces contrefaites en euros dans toute l'Europe. Ce centre agit dans le cadre de l’Office européen de lutte antifraude et au titre de la coordination technique des États membres en matière de lutte contre la fausse monnaie.
La Monnaie de Paris exerce d’autres activités : régaliennes ou commerciales, en secteur concurrentiel :
- la production et la vente de monnaies métalliques courantes étrangères, de monnaies de collection, médailles et décorations ;
- la fabrication d'instruments de marque et de garantie.
- la création de fontes d'art et bijoux sous la marque déposée Monnaie de Paris ;
- la création d’éditions particulières de médailles (comme les médailles souvenir) et cadeaux d’entreprises personnalisés ;
- l'entretien de l'Hôtel de la Monnaie ;
- la gestion du Musée du 11 Conti ;
- la mise à disposition ou la location des salles du quai de Conti aux administrations, collectivités ou entreprises ;
- Le stockage de pièces de monnaie pour le compte de la Banque de France sur le site de Pessac.

### Quelques chiffres
En 2009, la Monnaie réalise 126 millions d'euros de chiffre d’affaires pour un effectif de 500 salariés. En 2019, le chiffre d'affaires s'établit à 134 millions d'euros pour un effectif de 489 salariés. Elle fabrique un milliard de pièces de monnaie par an (dont 700 millions de pièces d'euros) et fait appel à des métiers d'art pour développer l’activité de produits d’art (pièces de collection, fontes d'art, bijoux) qui représentent 20 % du chiffre d’affaires. En 2024, 1,6 milliard de pièces courantes y ont été frappées — dont 1,1 milliard à l'exportation — générant un chiffre d'affaires de 194 millions d'euros.

## Historique

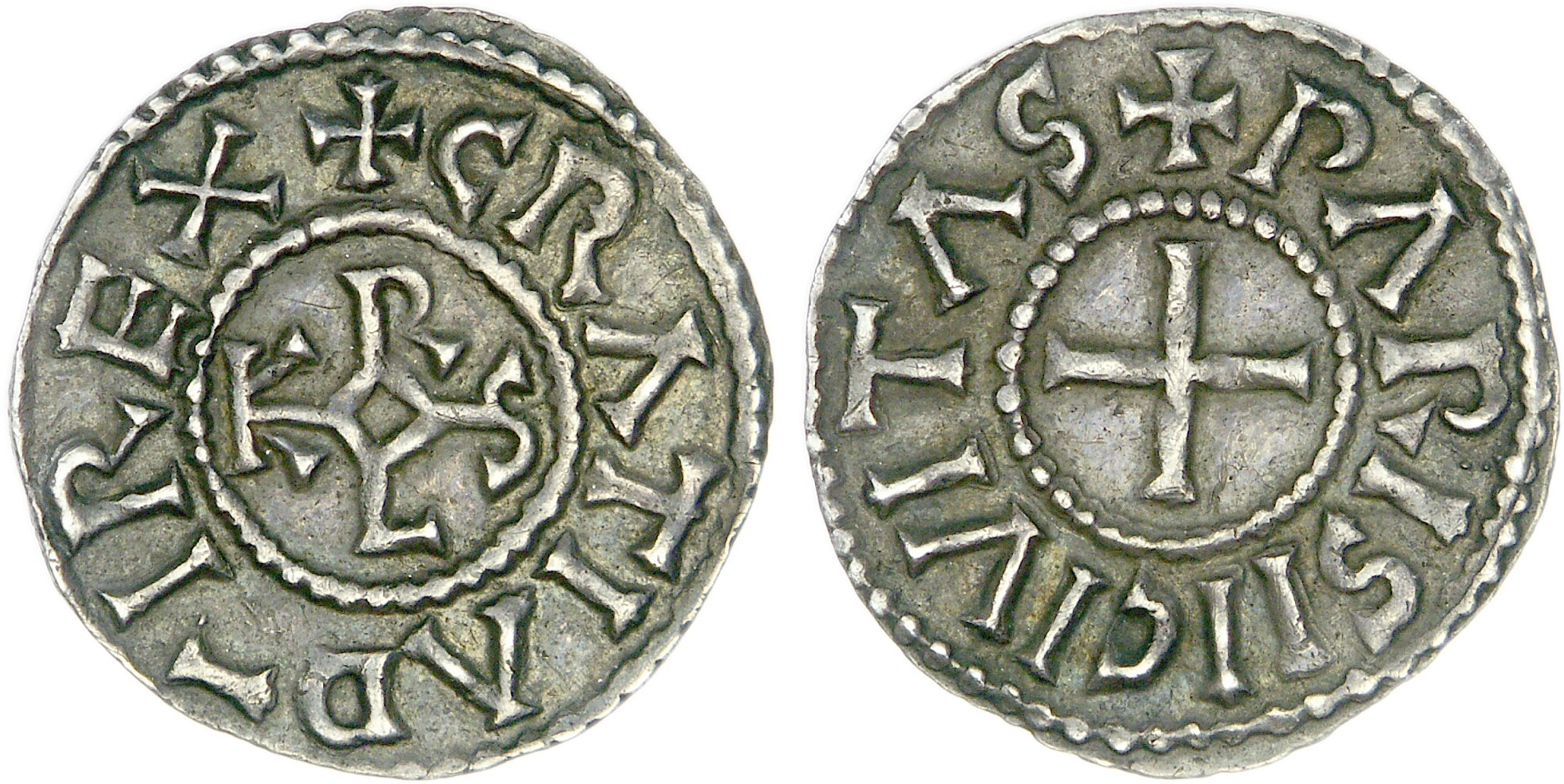
Denier en argent (1,77 g), frappé à Paris à partir de 864, monogramme de Charles II à gauche.

La Monnaie de Paris est fondée le 25 juin 864 par l'Édit de Pîtres de Charles II le Chauve : c'est la plus ancienne institution française et l'une des plus vieilles entreprises du monde toujours en activité,.
Dès 1358 se dessine une structure qui, dans son principe, va se perpétuer jusqu’en 1879 : d’une part une administration centralisée dotée d’un pouvoir de juridiction et de réglementation en matière monétaire, d’autre part des ateliers placés sous le contrôle de l’État, et répartis sur l'ensemble du territoire.
En 1550, le roi de France Henri II missionne Guillaume de Marillac, intendant des Finances, et Aubin Olivier, pour enquêter sur la technologie de presse à vis utilisée par un orfèvre d'Augsbourg. Olivier fonde ensuite la Monnaie du Moulin des Étuves sur l'extrémité ouest de l'île de la Cité à Paris, définitivement autorisée en juillet 1553. Cet atelier va entrer en compétition avec la corporation des ouvriers-compagnons rattachés à la Cour des Monnaies, situation problématique jusqu'au milieu du XVIIe siècle.

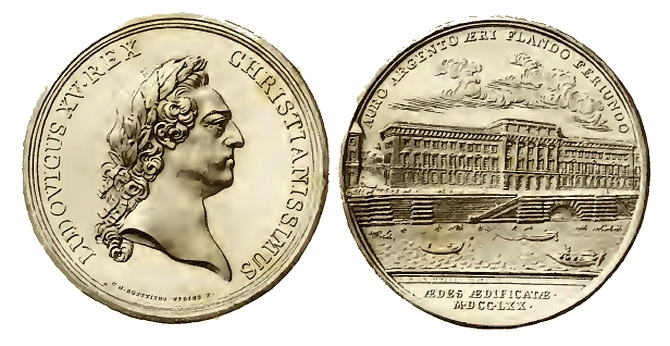
Médaille commémorative (1770) célébrant la construction de l'hôtel de la Monnaie quai Conti, gravure de Charles-Norbert Roëttiers.

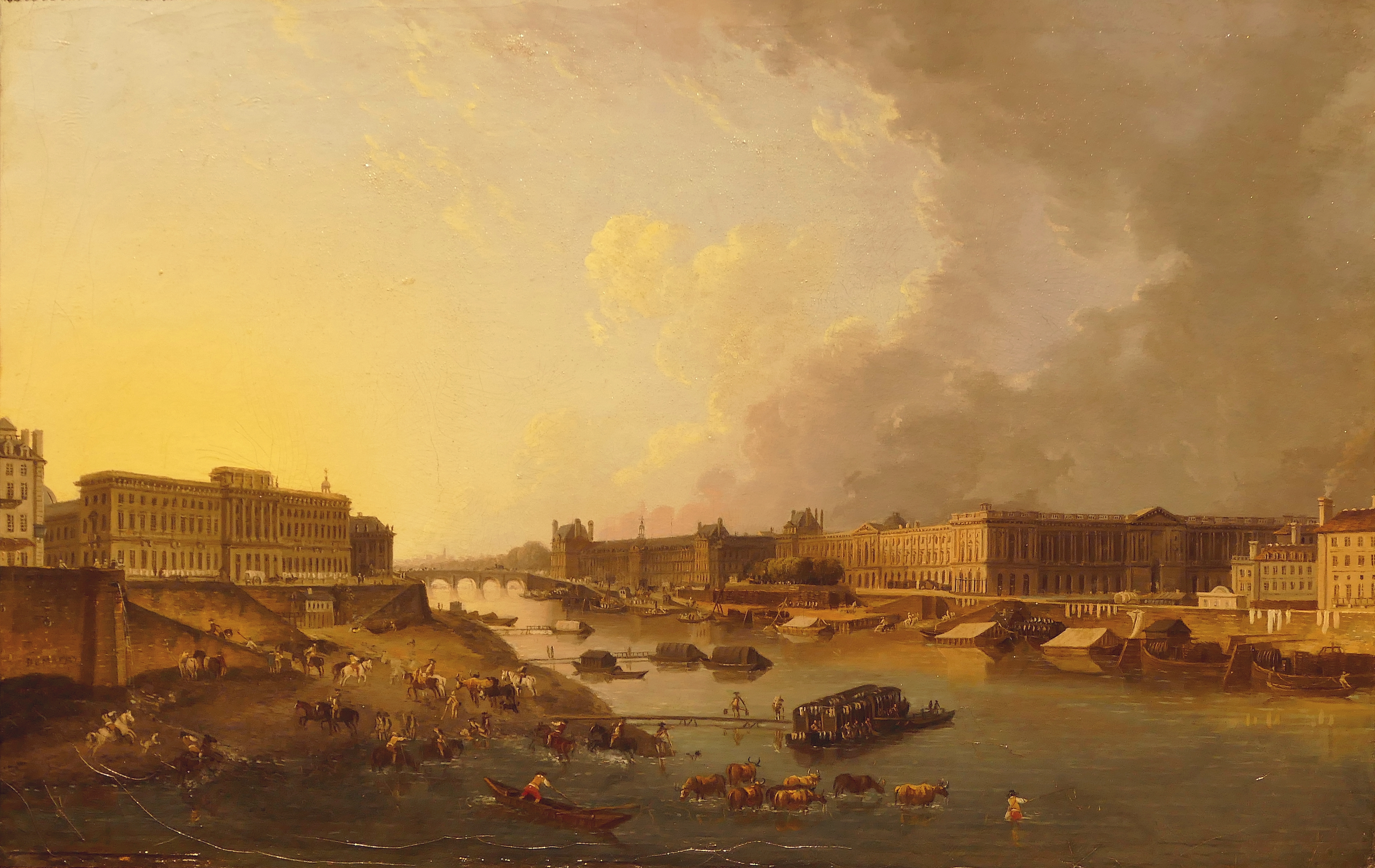
Pierre-Antoine Demachy, Vue de la Seine en aval du Pont-Neuf (1783). L'hôtel de la Monnaie est visible à gauche.

En 1770, l'institution se dote d'un nouveau siège central à Paris, à la fois bureau de direction générale et manufacture, l'hôtel de la Monnaie (1771-1775, Denis Antoine, architecte) s'étirant sur 114 m et occupant une surface de 12 000 m2, quai Conti. Le chimiste Jean-Pierre-Joseph d'Arcet (1777-1844) y fera sa carrière.
La Monnaie de Paris est rattachée au ministère des Finances depuis les lois des 22 et 23 vendémiaire an IV (septembre 1796). Les lois des 31 juillet et 20 novembre 1879 décident que la fabrication des monnaies serait exclusivement effectuée par l’État lui-même sous le nom d’« Administration des Monnaies et Médailles ».
De 1848 à juin 1876, Anatole Hulot, adjoint du graveur général Jacques-Jean Barre, installe l'atelier de fabrication des premiers timbres-poste de France dans l'hôtel de la Monnaie.
En 1973, l’État fait construire à Pessac (Gironde) une nouvelle usine pour réaliser l’ensemble des phases de fabrication des pièces de monnaie de circulation et de collection. Depuis 1998, c'est dans cette usine que sont fabriquées les huit pièces de l’euro (pièces de monnaie de circulation et de collection).
La Monnaie de Paris a obtenu la triple Certification QSE.
En 2012, elle est la première institution publique à obtenir le label Entreprise du patrimoine vivant.
Fin septembre 2017, la Monnaie de Paris rouvre après des travaux de rénovation : 80 % de la superficie des 1,2 ha de bâtiments est désormais accessible au public. Un terrain de basket-ball des années 1950, qui se trouvait sous les toits d'une aile, a été rasé afin de mieux respecter la symétrie des lieux. 2 000 pièces (sur les réserves qui comptent au total 170 000 objets), jamais exposées auparavant (médailles et monnaies rares, lingots remontés d'une épave, etc.), sont présentées dans le musée consacré au savoir-faire de l’Institution.
La Monnaie de Paris frappe en mai 2018 ses premières pièces en or certifié équitable, dans le cadre du centenaire de la fin de la Première Guerre mondiale. Une mention sur ces monnaies indique la certification Fairmined,.

## Direction duXIIIeauXXIesiècle
Les archives de la Monnaie remontent à 1225. Les titres (en italiques) et les responsabilités des personnes nommées à la tête de cet établissement évoluent au fil des années.
Prepositus monetae Parisiansis
- 1225-1226 Marcellus
- 1270 Pierre Barbez
- 1296 Thomas Buchart
- 1296-1311 Régnier Le Flamant
- 1296-1315 Guillaume Le Flamant

Cussorum Moneta
- 1315-1326 Pierre de Mante
- 1329-1337 aucun
- 1436-1437 Jacques Cœur
- 1426-1485 Pierre Fromont [dynastie]
- 1488-1490 Martin Vivat
- 1489-1512 Laurent Sureau
- 1541-1555 Bastien de Riberolles

Président de la Cour des Monnaies
- 1555 Claude Bourgeois
- 1558 Jean Le Lieur
- 1571 François du Lion
- 1590 Claude Fauchet
- 1599 Guillaume Le Clerc
- 1610 Guillaume Lusson
- 1637 Jacques Poitevin
- 1642 André du Pajot
- 1662 Nicolas Cotignon
- 1664 Jacques Hosdier
- 1715 Louis Hosdier
- 1727 Étienne-Alexandre Choppin de Gouzangre
- 1772 René Choppin d’Arnouville
- 1781-1791 Étienne Jean Benoît Thevenin de Tanlay
- 1791 Jean Dupeyron de La Coste

Directeurs de fabrication de la Monnaie
- 1791-An V Alexandre Roëttiers de Montaleau
- 1794 Augustin Dupré
- 1794 Jean-Jacques-Joseph Anfrye
- An V-1820 Charles de L’Espine
- 1821-1842 Jean-Pierre Collot
- 1843-1845 Alain Étienne Cambry
- 1845-1860 Charles Dierick
- 1861-1879 Alfred Renouard de Bussière

Directeur des monnaies et médailles
- 1871 Zéphirin Camélinat (directeur durant la Commune)[18]
- 1875-1891 Jean-Louis Ruau
- 1891-1893 Georges de Liron d'Airoles
- 1893-1900 Alfred de Foville
- 1900-1907 François Arnauné[19]
- 1914-1915 Émile Jacquin
- 1915-1918 Louis Martin
- 1918-1925 Sylvestre Bouvier
- 1925-1927 Louis Formerie
- 1927-1934 Michel Dally
- 1934-1946 Étienne Moneclaey
- 1946-1952 Louis Vallon
- 1951-1952 Marcel Renaud
- 1952-1957 Yves Malecot
- 1957-1962 Robert Labonnelie
- 1962-1984 Pierre Dehaye
- 1984-1987 Jacques Campet
- 1987-1991 Patrice Cahart
- 1992-1995 Pierre Consigny
- 1995-1999 Emmanuel Constans
- 1999-2002 Françoise Saliou
- 2002-2007 Dov Zerah

Président-directeur général de la Monnaie
- 2007-2017 Christophe Beaux[20]
- 2017-2018 Aurélien Rousseau[21],[22]
- Depuis novembre 2018 Marc Schwartz[23]

## Accès
Le musée est desservi par les stations de métro des lignes 7 à Pont-Neuf et 4 à Saint-Michel et Odéon, ainsi que par les lignes A et D du RER à la gare de Châtelet - Les Halles et les lignes B et C du RER à la gare de Saint-Michel - Notre-Dame.

## Scandale
En 2023, une décision précipitée de son PDG, Marc Schwartz, qui a ordonné la frappe de 27 millions de pièces de 10, 20 et 50 centimes avec un nouveau design sans l'approbation préalable de la Commission européenne, provoque un scandale. Cette initiative visait à impressionner le ministre de l'Économie, Bruno Le Maire, lors d'une visite prévue le 7 décembre 2023. Cependant, le design est rejeté par l'Europe en raison d'étoiles peu lisibles, entraînant la destruction des pièces et une perte estimée entre 700 000 et 1,2 million d'euros. Une évaluation est lancée pour comprendre les raisons de cette erreur,.
La Direction générale des affaires économiques et financières de la Commission avait pourtant alerté la Direction générale du Trésor français le 1er décembre 2023 sur la non-conformité de ces nouvelles pièces.